# Jinder Mahal
Yuvraj Singh Dhesi, meglio conosciuto con il ring name Jinder Mahal (Calgary, 19 luglio 1986), è un wrestler canadese di origini indiane.
Dhesi è l'unico wrestler di origini indiane nella storia della WWE ad aver vinto il WWE Championship e lo United States Championship, oltre che due volte il 24/7 Championship.

## Biografia
Yuvraj Singh Dhesi è il nipote di Gama Singh, considerato uno dei più grandi heel nella storia della Stampede Wrestling.
Nel 2008 si è laureato in comunicazione delle culture alla Calgary University; oltre alla lingua inglese, conosce anche l'hindi e il punjabi.

## Carriera

### Circuito indipendente (2002–2010)
Dhesi iniziò ad allenarsi presso la palestra della Martial Arts Fitness sotto la guida di Allen Coage e debutta con il ring name Raj Dhesi.
Dopo aver lavorato per un breve periodo per la Hybird Wrestling Coalition, Dhesi debutta nella Stampede Wrestling nel 2005 insieme a suo cugino Gama Singh, con il quale vince lo Stampede International Tag Team Championship mantenendolo per circa otto mesi.
Nel 2008 Dhesi passa alla Prarie Wrestling Alliance, dove detiene il PWA Championship per quasi due anni. Nel 2009, durante un viaggio a Tampa, effettua un provino per la World Wrestling Entertainment.

### WWE (2010–2014)

#### Florida Championship Wrestling (2010–2011)
Nel 2010 firmò un contratto con la World Wrestling Entertainment venendo mandato nel territorio di sviluppo della Florida Championship Wrestling.

#### Storyline con The Great Khali (2011–2012)

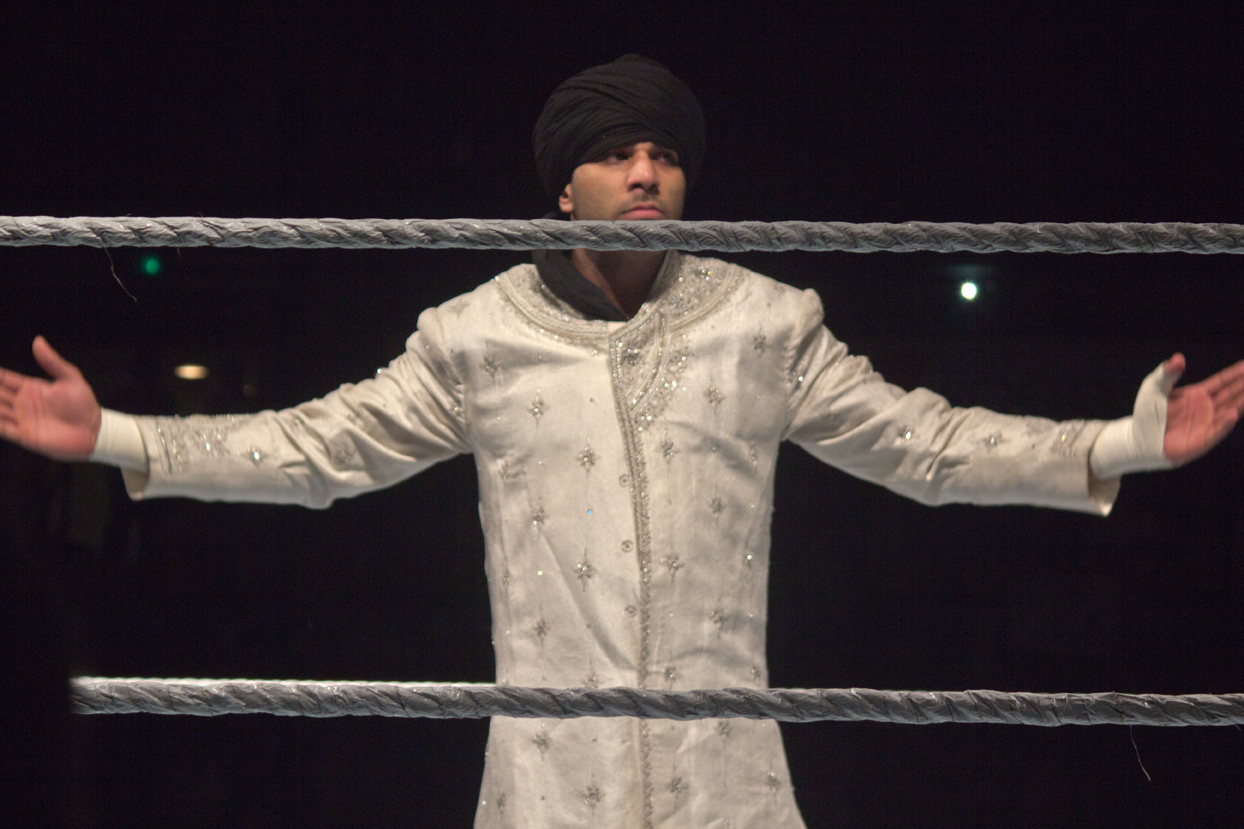
Jinder Mahal nel 2012

Il 29 aprile 2011 esordisce a SmackDown con un breve siparietto on-stage con l'altro indiano del roster, The Great Khali. Dopo un breve dialogo, dice a quest'ultimo che doveva andare ad un incontro con i dirigenti WWE, segnale di un probabile debutto a breve. Nella puntata di SmackDown del 13 maggio, Jinder Mahal schiaffeggia The Great Khali, dicendogli che il modo nel quale si sta comportando è una vergogna per l'India. La settimana dopo, porta Khali ad effettuare un Turn Heel durante il match di quest'ultimo contro Jey Uso. Dopo averlo sconfitto, Khali attacca anche l'altro fratello, Jimmy, effettuando un Turn Heel.
La settimana dopo, interviene dopo il match tra Great Khali e Kane, perso dal gigante indiano, portando quest'ultimo ad effettuare un definitivo Turn Heel attaccando il suo manager, Ranjin Singh e alleandosi con lui. Il 3 giugno, Jinder Mahal fa il suo debutto sul ring sconfiggendo Yoshi Tatsu in pochi minuti e a fine match, The Great Khali colpisce il giapponese con la Vise Grip. Batterà anche Trent Baretta e Vladimir Kozlov. Nella puntata di SmackDown del 19 agosto, Jinder Mahal partecipa alla battle royal per decretare lo sfidante di Randy Orton a Night of Champions in un match valido per il World Heavyweight Championship ma viene eliminato da Mark Henry. Nella puntata di Raw del 5 settembre perde un Tag Team Match assieme a The Great Khali contro Kofi Kingston e Evan Bourne. Nella puntata di SmackDown del 9 settembre affrontano nuovamente gli Air Boom perdendo. Dopo il match Great Khali subisce uno schiaffo da Mahal dopo la Khali KissCam, il quale definisce il comportamento del gigante una vergogna per l'India. Khali dunque lo spinge e fa sì che subisca la Trouble In Paradise per mano di Kofi Kingston. Da qui l'alleanza si scioglie e nasce una faida fra i due. Nella puntata di SmackDown del 23 settembre Mahal vince un match contro The Great Khali per count out.
Inizia così la sua carriera da singolo e il 14 ottobre a SmackDown partecipa a una mega Battle Royal, nella quale il vincitore sceglierà un match per un titolo. Mahal viene eliminato da Randy Orton che si aggiudicherà il match ma fa comunque bella figura rimanendo tra gli ultimi tre. Nella puntata di Superstars del 20 ottobre, inizia una faida con Ted DiBiase affrontandolo e riuscendo a sconfiggerlo dopo un match molto combattuto. Il 25 novembre, a SmackDown, appare nel titantron poco prima dell'inizio del match di Ted DiBiase Jr., criticandolo per aver effettuato un Turn Face ed aver abbandonato le ricchezze che aveva. Il 9 dicembre, Mahal riesce a chiudere bene il 2011, sconfiggendo l'americano con la Camel Clutch. Partecipa alla Royal Rumble entrando col numero 14, ma viene eliminato dal rientrante The Great Khali.
Il 16 febbraio, nel main event di SmackDown, non riesce a vincere la battle royal valevole per il posto lasciato vacante da Randy Orton nell'Elimination Chamber di SmackDown per il World Heavyweight Championship, poiché viene eliminato da Ezekiel Jackson.
A Over the Limit, partecipa ad una Battle Royal a 20 uomini, nella quale il vincitore avrebbe scelto un campione secondario da sfidare con la cintura in palio, ma viene eliminato da The Great Khali. Da giugno, appare anche nella nuova stagione di NXT, esordendo nello show giallo battendo Jason Jordan. Ad NXT, arriva in finale nel torneo per l'assegnazione dell'NXT Championship, battendo Bo Dallas e Richie Steamboat, ma perde proprio l'incontro decisivo contro Seth Rollins.
Inizia poi una breve rivalità con Ryback, completamente a senso unico, dato che l'atleta di Las Vegas sconfigge l'indiano in tutti e tre gli incontri.

#### 3MB (2012–2014)

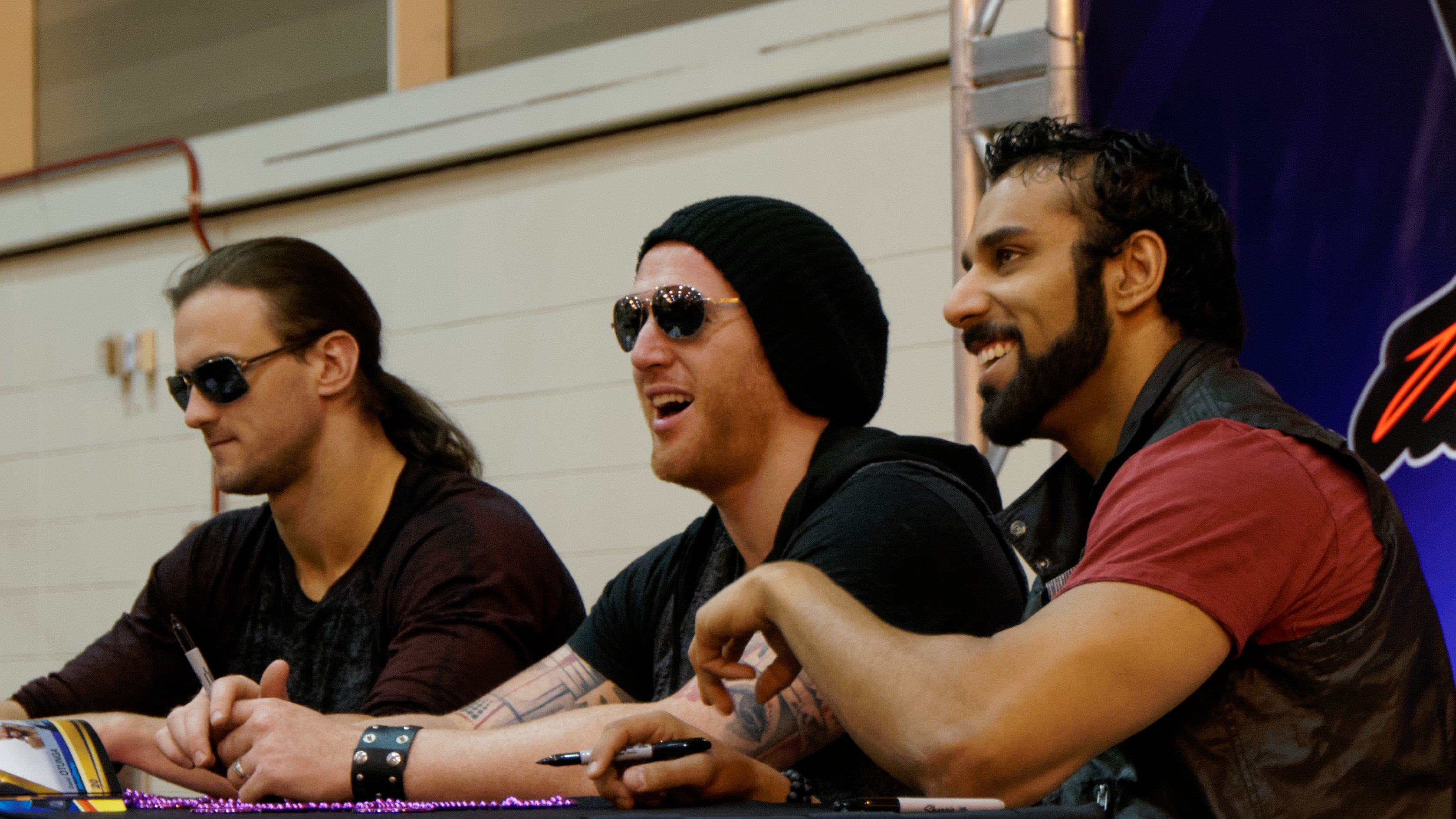
Da sinistra: Drew McIntyre, Heath Slater e Jinder Mahal nel 2014

Nella puntata di SmackDown del 22 settembre, attacca, insieme a Drew McIntyre, Brodus Clay durante il match di quest'ultimo contro Heath Slater, il quale si unisce al pestaggio. Esso si conclude quando Mahal chiude Clay nella Punjabi Clutch. Alla fine i tre si inchinano. Qualche giorno dopo, su Twitter, i tre annunciano di aver formato ufficialmente una stable e che la stable si chiamerà The Three Man Band (3MB). Nella puntata di SmackDown del 12 ottobre, al loro debutto in coppia, Jinder Mahal e Heath Slater sconfiggono Santino Marella e Zack Ryder in un match di coppia. Il 7 novembre, prende parte al Fatal 4-Way match per decretare lo sfidante all'NXT Championship insieme a Justin Gabriel, Drew McIntyre e Bo Dallas, e a spuntarla è proprio Mahal, che ottiene la possibilità di sfidare Seth Rollins per il titolo. Il 14 novembre, ad NXT, viene sfidato da Bo Dallas con in palio il suo status di sfidante all'NXT Championship e riesce a batterlo confermandosi tale.
Nel Pre-Show di Survivor Series, Mahal e Slater sconfiggono Santino Marella e Zack Ryder, mentre a TLC: Tables, Ladders & Chairs, i 3MB vengono sconfitti da The Miz, Alberto Del Rio e Brooklyn Brawler. La sera dopo, nell'edizione di Raw dedicata agli Slammy Awards, i 3MB perdono un altro Six-man Tag Team match contro The Miz, Del Rio e Tommy Dreamer. Iniziano poi una breve rivalità con Sheamus, perdendo un 3-on-1 Handicap match, ma sconfiggendo l'irlandese in una 3-on-1 Over the Top Rope Battle Royal. Partecipa alla Royal Rumble con il numero 27 e viene eliminato da Sheamus. Il 12 aprile, a SmackDown, i 3MB irrompono nel ring con l'intento di attaccare Triple H, ma vengono assaliti dai membri dello Shield. A Raw, chiamano poi i tre dello Shield per un confronto, ma dallo stage esce Brock Lesnar che attacca violentemente Mahal, Slater e McIntyre. Il 29 aprile, i 3MB attaccano lo Shield (Dean Ambrose, Roman Reigns e Seth Rollins), ma arrivano il Team Hell No, che inizialmente sembrano volerli aiutare, ma con la fuga dello Shield, Bryan e Kane attaccano invece i 3MB. Nella puntata di Superstars del 7 novembre perde contro Kane. Nell'edizione di SmackDown dell'8 novembre i 3MB perdono contro gli Usos e R-Truth.
Il 12 giugno 2014 tramite il sito ufficiale, la WWE comunica il suo licenziamento.

### Circuito indipendente (2014–2016)
Dhesi lottato per la Reality of Wrestling (ROW) sotto il nome di Raj Singh nel loro iPPV estivo, FILA Summer of Champions 2014, sconfiggendo Jasper Davis. Il 24 ottobre nella All Star Wrestling (ASW) a Vancouver BC durante l'evento dal vivo Fright Night Live, Singh in coppia con suo cugino Gama Singh Jr. sconfiggono Kyle Sebastian e Collin Cutler per vincere il Tag Team Championship ASW. Tra il 2014 e il 2015, è apparso nella World Wrestling Consiglio (WWC) contro stella la locale Ray Gonzalez. Ha inoltre partecipato a Qatar Pro Wrestling (QPW) torneo di Souq Waqif campionato nel mese di aprile 2015, dove ha finito come primo classificato. Il 5 maggio, Singh ha fatto il suo debutto per la giapponese Inoki Genome Federation (IGF), perdendo contro Wang Bin. Nel 2016, ha anche lottato per la Continental Wrestling Entertainment di The Great Khali Entertainment (CWE) in India.

### Ritorno in WWE (2016–2024)

#### Alleanza con Rusev (2016–2017)
Mahal fece il suo ritorno in WWE nella puntata di Raw del 1º agosto 2016 dove sconfisse il suo ex-compagno dei 3MB Heath Slater. Dopo una serie di match di poco conto, anche a Main Event e Superstars, nella puntata di Raw del 31 ottobre Mahal partecipò ad una Battle Royal per determinare l'ultimo membro del Team Raw per Survivor Series ma venne eliminato. Dopo essersi alleato con Rusev, i due ebbero alti e bassi come team, e il 5 marzo, a Fastlane, Mahal ruppe la sua alleanza con Rusev e pretese un match contro di lui; tuttavia, Rusev affrontò Big Show, venendo sconfitto, mentre Mahal affrontò a sorpresa Cesaro, venendo anch'egli sconfitto dallo svizzero. Il 2 aprile, nel Kick-off di WrestleMania 33, Mahal partecipò all'annuale André the Giant Memorial Battle Royal ma fu l'ultimo ad essere eliminato per mano di Mojo Rawley (atleta di SmackDown), il quale si aggiudicò la contesa.

#### WWE Champion (2017–2018)

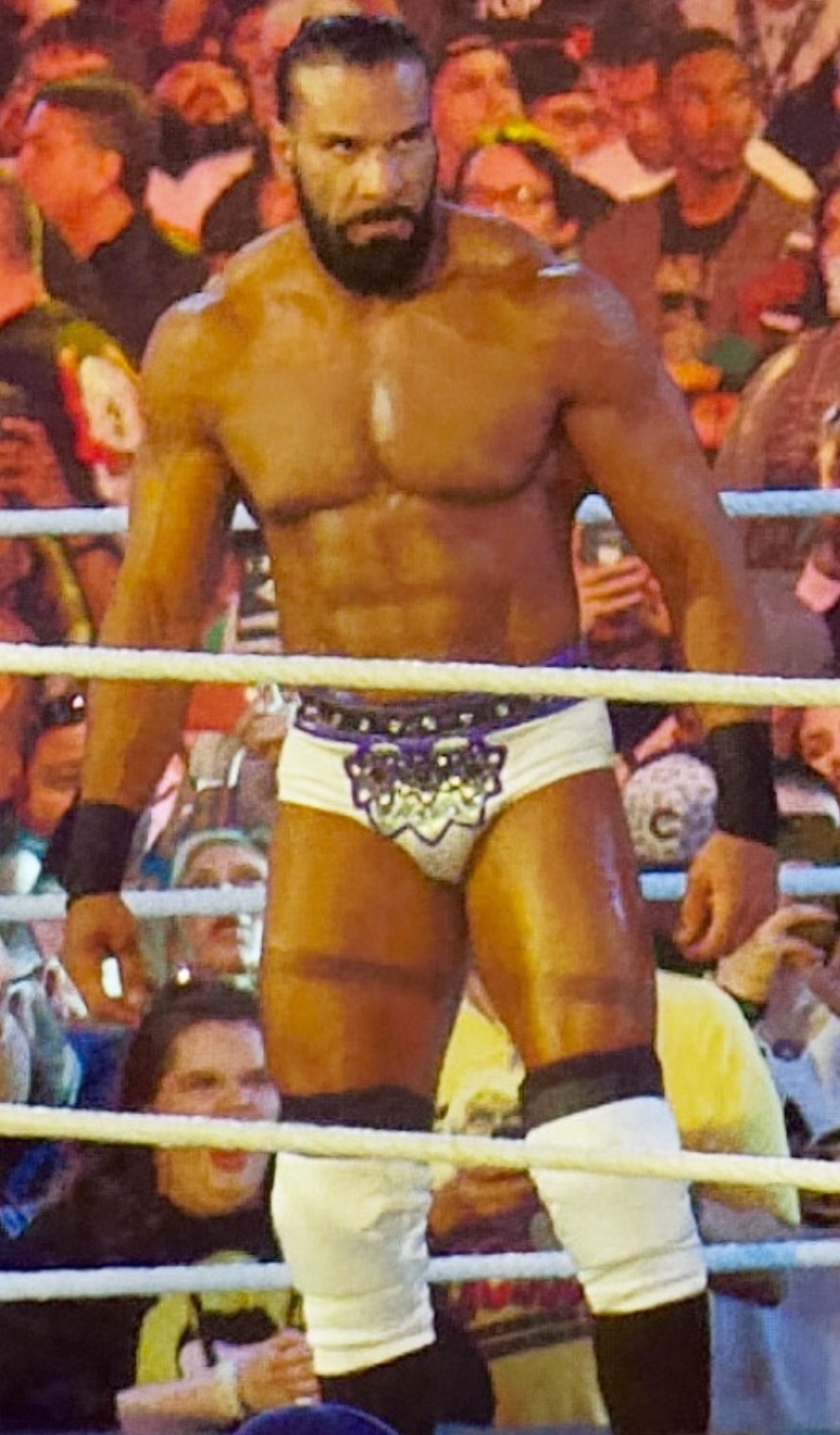
Jinder Mahal nel 2018

Con lo Shake-up dell'11 aprile 2017 Mahal passò al roster di SmackDown. La settimana successiva vinse una Six-pack Challenge che includeva anche Dolph Ziggler, Erick Rowan, Luke Harper, Mojo Rawley e Sami Zayn, diventando lo sfidante al WWE Championship di Randy Orton grazie anche all'intervento dei Singh Brothers. Il 30 aprile, a Payback, Mahal e i Singh Brothers attaccarono Orton durante il suo House of Horrors match contro Bray Wyatt, causandone la sconfitta. Il 21 maggio, a Backlash, Mahal sconfisse Orton grazie all'aiuto dei Singh Brothers, conquistando così il WWE Championship per la prima volta in carriera, in uno degli upset più sorprendenti nella storia della WWE. Il 18 giugno, a Money in the Bank, Mahal mantenne la cintura contro Orton, sempre grazie all'aiuto dei Singh Brothers. Il 23 luglio, a Battleground, Mahal sconfisse Orton in un Punjabi Prison match grazie all'interferenza di The Great Khali. Nella puntata di SmackDown del 15 agosto Mahal venne sconfitto da John Cena per squalifica a causa dell'intervento di Baron Corbin, il quale provò ad incassare il Money in the Bank ma senza successo. Il 20 agosto, a SummerSlam, Mahal difese il titolo contro Shinsuke Nakamura. L'8 ottobre, a Hell in a Cell, Mahal sconfisse Nakamura nella rivincita titolata. Nella puntata di SmackDown del 7 novembre Mahal perse il WWE Championship contro AJ Styles dopo 170 giorni di regno. Il 17 dicembre, a Clash of Champions, Mahal affrontò Styles per il titolo WWE nella rivincita ma venne sconfitto.

#### Regni titolati (2018–2019)
Nella puntata di SmackDown del 26 dicembre 2018 Mahal sconfisse Tye Dillinger nei quarti di finale di un torneo per la riassegnazione del vacante United States Championship. Nella puntata di SmackDown del 16 gennaio Mahal sconfisse Xavier Woods nella semifinale del torneo, e quella stessa sera affrontò Bobby Roode nella finale per lo United States Championship ma venne sconfitto. Il 28 gennaio, alla Royal Rumble, Mahal partecipò all'omonimo match entrando col numero 17 ma venne eliminato da Kofi Kingston. Nella puntata di SmackDown del 30 gennaio Mahal partecipò ad un Fatal 4-Way match che includeva anche Kofi Kingston, Rusev e Zack Ryder per determinare lo sfidante allo United States Championship di Bobby Roode ma il match venne vinto da Rusev. L'8 aprile, a WrestleMania 34, Mahal vinse un Fatal 4-Way match per lo United States Championship che includeva anche il campione Randy Orton, Bobby Roode e Rusev, conquistando tale titolo per la prima volta. Con lo Shake-up dell'16 aprile Mahal passò al roster di Raw, e con lui anche lo United States Championship; quella stessa sera, però, Mahal perse il titolo statunitense contro Jeff Hardy dopo 8 giorni di regno. Il 27 aprile, a Greatest Royal Rumble, Mahal affrontò Hardy nella rivincita per lo United States Championship (ora di proprietà di SmackDown) ma venne sconfitto. Nella puntata di Raw del 28 maggio Mahal affrontò Seth Rollins per l'Intercontinental Championship ma lo sconfisse per squalifica (e senza dunque il cambio di titolo). Il 17 giugno, a Money in the Bank, Mahal venne sconfitto da Roman Reigns. Il 16 dicembre, a TLC: Tables, Ladders & Chairs, Mahal e Alicia Fox vennero sconfitti da R-Truth e Carmella (entrambi appartenenti al roster di SmackDown) nella finale del Mixed Match Challenge. Il 27 gennaio, alla Royal Rumble, Mahal partecipò all'omonimo match entrando col numero 7 ma venne eliminato da Johnny Gargano. Il 7 aprile, nel Kick-off di WrestleMania 35, Mahal partecipò all'André the Giant Memorial Battle Royal ma venne eliminato da Braun Strowman. Il 23 aprile Mahal e i Singh Brothers passarono al roster di SmackDown. Nelle puntate di SmackDown del 21 e 28 maggio Mahal provò a conquistare il 24/7 Championship di R-Truth nel backstage ma senza successo. Il 2 giugno, in un campo da golf, Mahal conquistò il 24/7 Championship schienando R-Truth ma perdendolo immediatamente subito dopo contro lo stesso R-Truth. Il 6 giugno Mahal conquistò il 24/7 Championship per la seconda volta schienando R-Truth in un aeroporto; subito dopo, però, Mahal perse il titolo sull'aereo in volo mentre dormiva, e a schienarlo fu proprio R-Truth. Nella puntata di Raw del 14 ottobre 2019 Mahal passò in tale roster per effetto del Draft, risultando tuttavia inattivo a causa di un lungo infortunio.

#### Varie faide (2020–2024)
Mahal tornò dopo una lunga assenza nella puntata di Raw del 27 aprile 2020 dove sconfisse Akira Tozawa. Dopo una breve apparizione nel backstage della puntata di Raw dell'11 maggio, in cui si intravide un possibile turn face del personaggio, nella puntata di Main Event del 13 maggio Mahal sconfisse Denzel Dejournette. In seguito, venne reso noto il 5 giugno che Mahal si sarebbe sottoposto ad un nuovo intervento chirurgico al ginocchio che lo avrebbe nuovamente tenuto fuori dalle scene per un breve periodo di tempo. Il 22 gennaio 2021, a Superstar Spectacle, Mahal fece il suo ritorno insieme ai Bollywood Boyz in un match contro il WWE Champion Drew McIntyre e gli Indus Sher (Rinku e Saurav), in cui questi ultimi tre trionfarono. Mahal tornò ufficialmente il 10 maggio a Raw, affiancato da Shanky e Veer, sconfiggendo Jeff Hardy. Il 21 agosto, a SummerSlam, Mahal venne sconfitto da Drew McIntyre. Il 4 ottobre, per effetto del Draft, Mahal e Shanky passarono al roster di SmackDown (tale spostamento non sarebbe valso prima di Crown Jewel). Nella puntata di Raw dell'11 ottobre Mahal trionfò su Kofi Kingston nei quarti di finale del King of the Ring. Nella puntata di Raw del 18 ottobre Mahal venne però sconfitto ed eliminato da Xavier Woods nelle semifinali del torneo. Nella puntata di SmackDown del 19 novembre Mahal prese parte ad un Fatal 4-Way match che comprendeva anche Cesaro, Ricochet e Sheamus per un posto nel Team SmackDown per Survivor Series ma l'incontro venne vinto da Sheamus grazie all'intervento di Ridge Holland. Il 21 novembre, a Survivor Series, Mahal prese parte ad una Battle Royal dedicata a The Rock ma venne eliminato. Nella puntata di SmackDown del 26 novembre Mahal prese parte una Battle Royal per determinare lo sfidante allo Universal Championship di Roman Reigns ma venne eliminato da Shanky. Nella puntata di SmackDown del 24 dicembre Mahal partecipò ad un Gauntlet match per determinare lo sfidante all'Intercontinental Championship di Shinsuke Nakamura ma venne eliminato in pochi istanti da Ricochet. Nella puntata di SmackDown del 14 gennaio Mahal e Shanky presero parte ad un Fatal 4-Way Tag Team match per determinare gli sfidanti allo SmackDown Tag Team Championship degli Usos che comprendeva anche Cesaro e Mansoor, i Los Lotharios (Angel e Humberto) e i Viking Raiders ma il match venne vinto da questi ultimi. Nella puntata di SmackDown del 1º aprile Mahal prese parte all'annuale André the Giant Memorial Battle Royal ma venne eliminato. Il 15 aprile, a SmackDown, Mahal affrontò Ricochet per l'Intercontinental Championship ma venne sconfitto. Tornò, dopo una lunga assenza, nella puntata di SmackDown dell'11 novembre dove venne sconfitto da Braun Strowman nel primo turno della SmackDown World Cup (con in palio un'opportunità titolata all'Intercontinental Championship di Gunther).
Tornò a sorpresa ad NXT nella puntata speciale NXT New Year's Evil del 10 gennaio 2023 attaccando i Creed Brothers insieme a Sanga; poco più tardi, inoltre, Mahal sconfisse Julius Creed. Nella puntata di NXT del 21 febbraio Mahal affrontò Bron Breakker per l'NXT Championship ma venne sconfitto. Il 7 marzo, nella puntata speciale NXT Roadblock, Mahal, Sanga e Veer vennero sconfitti da Bron Breakker e i Creed Brothers. Nella puntata di NXT del 28 marzo Mahal prese parte ad una battle royal con in palio un posto per il match per l'NXT North American Championship a NXT Stand & Deliver ma venne eliminato da Axiom.
Il 1º maggio 2023, per effetto del Draft, venne promosso al roster di Raw, facendovi dunque ritorno, e con lui anche Sanga e Veer, diventandone manager. Nella puntata di Raw del 15 gennaio 2024 affrontò Seth Rollins per il World Heavyweight Championship ma, nonostante l'interferenza di Sanga e Veer, venne sconfitto.

## Personaggio

### Mosse finali
- Arm trap neckbreaker – 2016–2017
- Camel clutch – 2011–2012
- Full nelson slam – 2014–2016
- Karachi Valley Driver (Death Valley driver)
- The Khallas (Cobra clutch slam) – 2017–presente
- Sands of Time (Fireman's carry double knee gutbuster) – 2012–2014

### Soprannomi
- "The Enlightened One"
- "The Man of Peace"
- "The Modern Day Maharaja"
- "The New American Dream"'

### Musiche d'ingresso
- Main Yash Hun di Jim Johnston (2011–2012)
- More Than One Man di Jim Johnston (2012–2014; usata come membro dei 3MB)
- Panga Paijave di Diljit Singh (2014–2016)
- Sher (Lion) di Jim Johnston (2016–2022; 2023–2024)
- Vari Vari dei def rebel (2022)

## Titoli e riconoscimenti
- All Star Wrestling

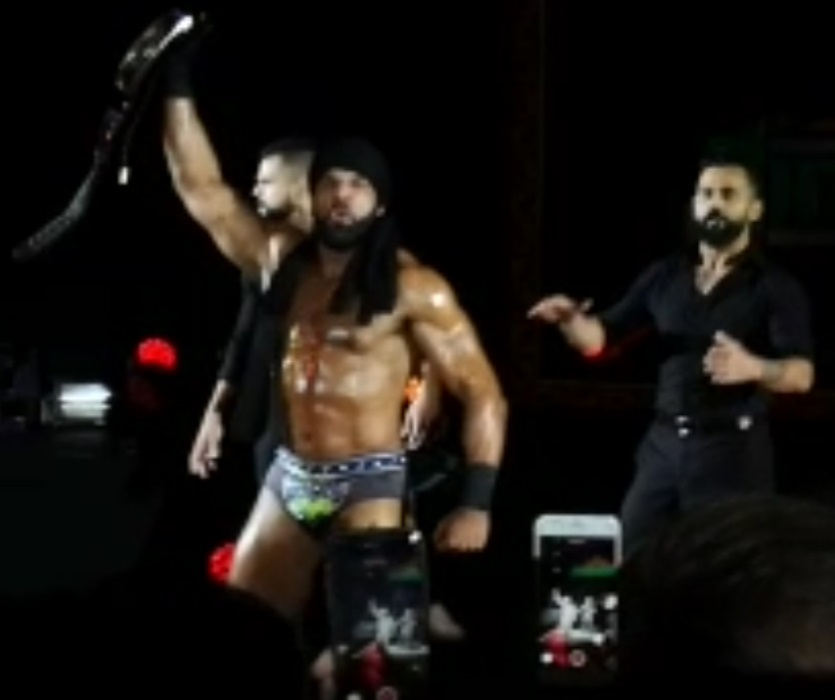
Jinder Mahal (al centro) con il WWE Championship, titolo che ha detenuto una volta con 170 giorni di regno

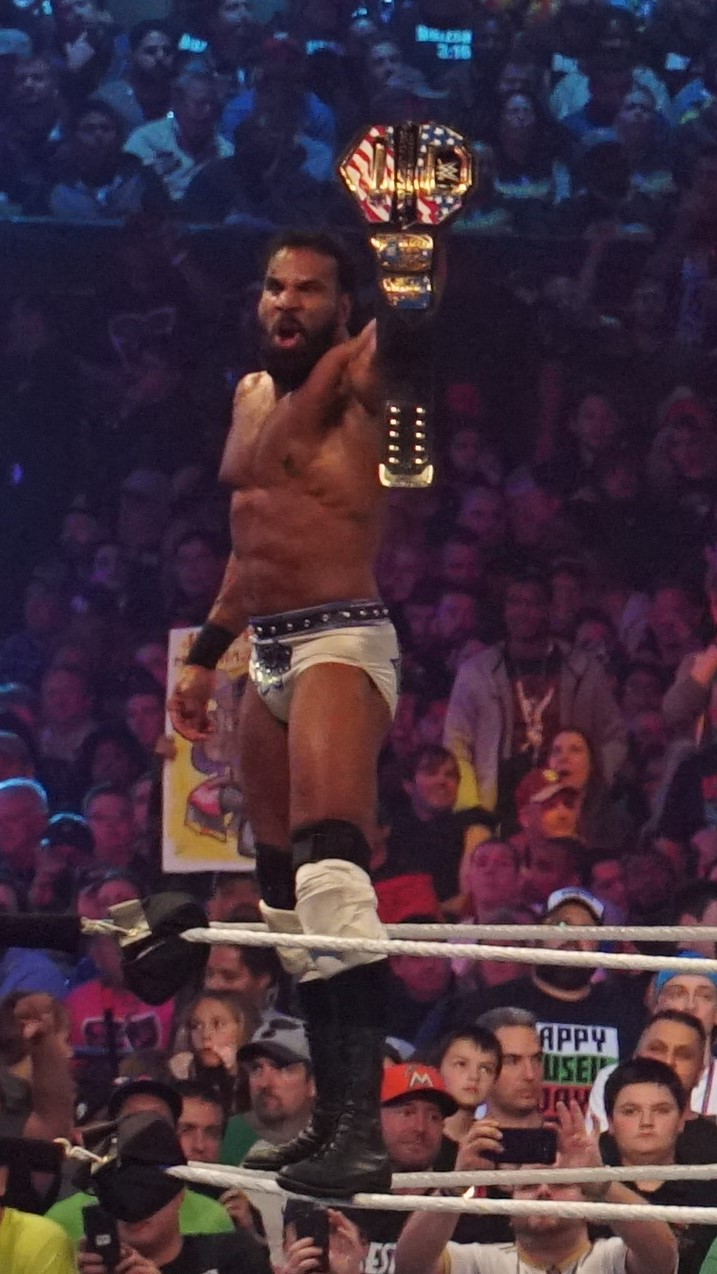
Mahal con lo United States Championship, titolo che ha detenuto una volta con 8 giorni di regno

  - ASW Tag Team Championship (2) – con Gama Singh Jr.

- Continental Wrestling Entertainment
  - CWE Heavyweight Championship (1)

- Prairie Wrestling Alliance
  - PWA Heavyweight Championship (2)
  - PWA Canadian Tag Team Championship (1) – con Gama Singh Jr.

- Pro Wrestling Illustrated
  - Most Hated Wrestler of the Year (2017)
  - Most Improved Wrestler of the Year (2017)
  - 14º tra i 500 migliori wrestler singoli nella PWI 500 (2018)

- Rolling Stone
  - Comeback of the Year (2017)

- Stampede Wrestling
  - Stampede International Tag Team Championship (2) – con Gama Singh Jr.

- WWE
  - WWE 24/7 Championship (2)
  - WWE Championship (1)
  - WWE United States Championship (1)

- WrestleCrap
  - Gooker Award (2017) come WWE Champion

- Wrestling Observer Newsletter
  - Most Overrated (2017)